# Bazeado
Bazeado – brazylijsko-brytyjska grupa muzyczna tworząca world music. Ma siedzibę w Brighton w Wielkiej Brytanii. Producentem jej pierwszego albumu, zatytułowanego Requebra Nega, była wytwórnia Mr Bongo Records (2001).

## Dyskografia
- Requebra Nega
- Introducing
- Brazilian Beats 3